# قضقاض زوفي الأوراق
قضقاض زوفي الأوراق (الاسم العلمي: Bassia hyssopifolia)، نوع من النباتات المُزهرة من فصيلة القطيفية. موطنها الأصلي أجزاء من آسيا وأوروبا الشرقية، وأُدخلت إلى القارات الأخرى، بما في ذلك أمريكا الشمالية والجنوبية وأستراليا. إنها عشبة، غازية في بعض الأحيان.
الكلمة اللاتينية hyssopifolia (والتي ترد أيضًا في عدة أسماء نباتية أخرى، بما في ذلك اسم cuphea hyssopifolia) تعني «زوفي الأوراق».